# 微熱 (上戸彩の曲)
「微熱」（びねつ）は、2003年11月27日にリリースされた上戸彩の6枚目のシングル。

## 解説
- 前作「感傷/MERMAID」からわずか2ヶ月後のリリースとなった。
- ソロデビューシングル「Pureness」以来のノンタイアップシングルである。
- 「微熱」の作詞は森高千里、SPEEDなどを手がけた伊秩弘将が担当。
- 初回盤は限定ジャケット仕様で20Pフォトブックレット封入。
- リリースイベント参加券封入。

## 収録曲
1. 微熱
作詞：伊秩弘将、作曲：渡辺未来、編曲：水島康貴
2. silence
作詞：田中花乃、作曲・編曲：清水信之
3. kizuna ～Caliente Mix～
4. 微熱 ～instrumental～

## 収録アルバム
- MESSAGE (#1,2、#2はCOCONUTS GROOVE version)
- BEST OF UETOAYA -Single Collection- (#1)